# Tetrastichus cecidomyiae
Tetrastichus cecidomyiae är en stekelart som beskrevs av De Stefani 1887. Tetrastichus cecidomyiae ingår i släktet Tetrastichus och familjen finglanssteklar.
Artens utbredningsområde är:
- Frankrike.
- Italien.

Inga underarter finns listade i Catalogue of Life.